# Aethomys stannarius
Aethomys stannarius és una espècie de mamífer rosegador de la família dels múrids. Són rosegadors de mitjanes dimensions, amb una llargada de cap a gropa de 130 a 171 mm i una cua de 142 a 191 mm. Poden arribar a pesar fins a 124 grams. Es troba al Camerun i a Nigèria. Els seus hàbitats naturals són la sabana seca, matollars secs subtropicals o tropicals i prades seques subtropicals o tropicals.